# 세무서 (일본)
일본의 세무서(일본어: 税務署 제이무쇼[*])는 국세청의 하부 조직으로서 소관 사무의 일부를 분담하기 위하여 설치되는 국가 행정 기관이다. 재무부 설치법 제24조의 규정에 따라 설치된다. 운영 양식은 대한민국의 세무서와 비슷한 구조를 가지고 있다.